# Fabinho Santos
Fabinho Santos (ur. 26 czerwca 1973) – brazylijski piłkarz występujący na pozycji pomocnika.

## Kariera klubowa
Od 1992 do 2007 roku występował w klubach Vitória, Joinville, FC Basel, Coritiba, Oita Trinita, Albirex Niigata, EC Juventude i Vegalta Sendai.